# Opel 10/40 PS
Der Opel 10/40 PS der Opel 10/45 PS und der Opel 10/50 PS waren PKWs der oberen Mittelklasse, die Opel von 1925 bis 1929 als Nachfolger des Modells 10/30 PS herstellte.
Der Wagen wurde im Mai 1925 als Opel 10/50 PS vorgestellt. Als im Juli 1925 dann die Serienfertigung begann, änderte man den Namen auf Opel 10/45 PS. Bald danach hieß der gleiche Wagen Opel 10/40 PS. Diesen Namen behielt der Wagen bis zur Fertigungseinstellung im November 1929. Die Konstruktion des Wagens ähnelte der des Opel “Laubfrosch”, da solche einfach konstruierten Fahrzeuge leicht herzustellen waren.
Der Motor war ein Vierzylinder-Reihenmotor mit 2620 cm³ Hubraum, der 40 PS (29 kW) bei 2800/min. abgab. Der Wagen mit dem kürzeren Radstand erreichte eine Höchstgeschwindigkeit von 85 km/h, während die schwereren Langversionen immer noch bis auf 80 km/h beschleunigt werden konnten.
Das Fahrgestell gab es mit 3000 mm Radstand für die häufigeren vier- und fünfsitzigen Aufbauten oder mit 3250 mm Radstand für die Aufbauten mit sechs oder sieben Sitzplätzen.
Zusätzliche Aufbauten auf Kundenwunsch gab es von den Karosseriewerken Otto Kühn.
Bei der Vorstellung 1925 kostete das Fahrgestell mit kurzem Radstand 7000 RM und in der Langversion 7600 RM. Bis 1928 sanken die Preise auf 3750 RM, bzw. 4000 RM. Es gab ab  Werk verschiedene Karosserien für diesen Wagen: Ein vier- oder fünfsitziger Tourenwagen kostete 8500 RM im Jahre 1925; bis 1928 fiel der Preis auf 4800 RM. Verfügbar war auch eine vier- oder fünfsitzige Limousine, ebenso wie Langversionen dieser beiden Aufbauformen, die Platz für eine dritte Sitzreihe boten. Das vier- oder fünfsitzige „Stadtcoupé“ mit zwei Türen war der teuerste Aufbau auf dem kurzen Fahrgestell. Es kostete 10.500 RM im Jahre 1925, ein Preis, der bis 1928 auf 5400 RM sank.
Der Opel 10/40 PS wurde direkt im Anschluss an die Weltwirtschaftskrise gebaut. Nach der Periode der Hyperinflation in Deutschland hatte sich die Währung Reichsmark zwar wieder stabilisiert, aber verlässliche Daten über die Inflation in den drei Jahren der Fertigung dieses Wagens sind nicht verfügbar. Dennoch ist anzunehmen, dass ein Großteil der Preissenkungen den Kunden auch real zugutekam. Der Opel 10/40 PS war deutlich billiger als Modelle der deutschen  Konkurrenten, weil Opel als erster und damals einziger PKW-Hersteller in Deutschland nach dem Vorbild von Ford und Citroën seine Autos an Fließbändern montieren ließ. Der Wagen war besonders einfach konstruiert und leicht zu fertigen; die großen technischen Neuerungen überließ Opel anderen Herstellern. 1920 hatte die Regierung Schutzzölle auf Importautos eingeführt, aber im Oktober 1925 wurden diese Zölle wieder aufgehoben. Im Laufe des Jahres 1925 investierten Ford und GM (Chevrolet) kräftig in Verkaufsstellen in Deutschland. So konnte man auch billigere Autos von Ford oder Chevrolet kaufen, die dem Opel 10/40 PS in Größe und Konzept entsprachen. Tatsächlich dauerte es aber einige Jahre, bis die US-amerikanischen Konzerne in Deutschland etabliert waren. GM kaufte mit Opel den führenden deutschen Hersteller von in großen Serien hergestellten Automobilen. In einer Zeit, in der sich die meisten Leute gar kein Auto leisten konnten, und die, die sich eines leisten konnten, keine Spitzenpreise bezahlen konnten, dominierte der Opel 10/40 PS Mitte der 1920er-Jahre seine Klasse.
In den 4½  Jahren seiner Produktionszeit gab es nur wenige Veränderungen an diesem Modell. Mitte 1927 wurde der Kühler etwas verändert und Ende desselben Jahres wurden die Dachlinien der Limousinen etwas weicher gestaltet.
Von 1925 bis 1929 wurden 13.161 Exemplare des großen Vierzylinderwagens hergestellt. Trotz der niedrigen Preise verdiente Opel an diesen Autos, während andere Hersteller mit dem technischen Fortschritt auch finanzielle Risiken eingingen und so ihr Unternehmen gefährdeten.